# Enchophyllum dubium
Enchophyllum dubium är en insektsart som beskrevs av Fowler. Enchophyllum dubium ingår i släktet Enchophyllum och familjen hornstritar. Inga underarter finns listade i Catalogue of Life.